# Franz Xaver Kraus

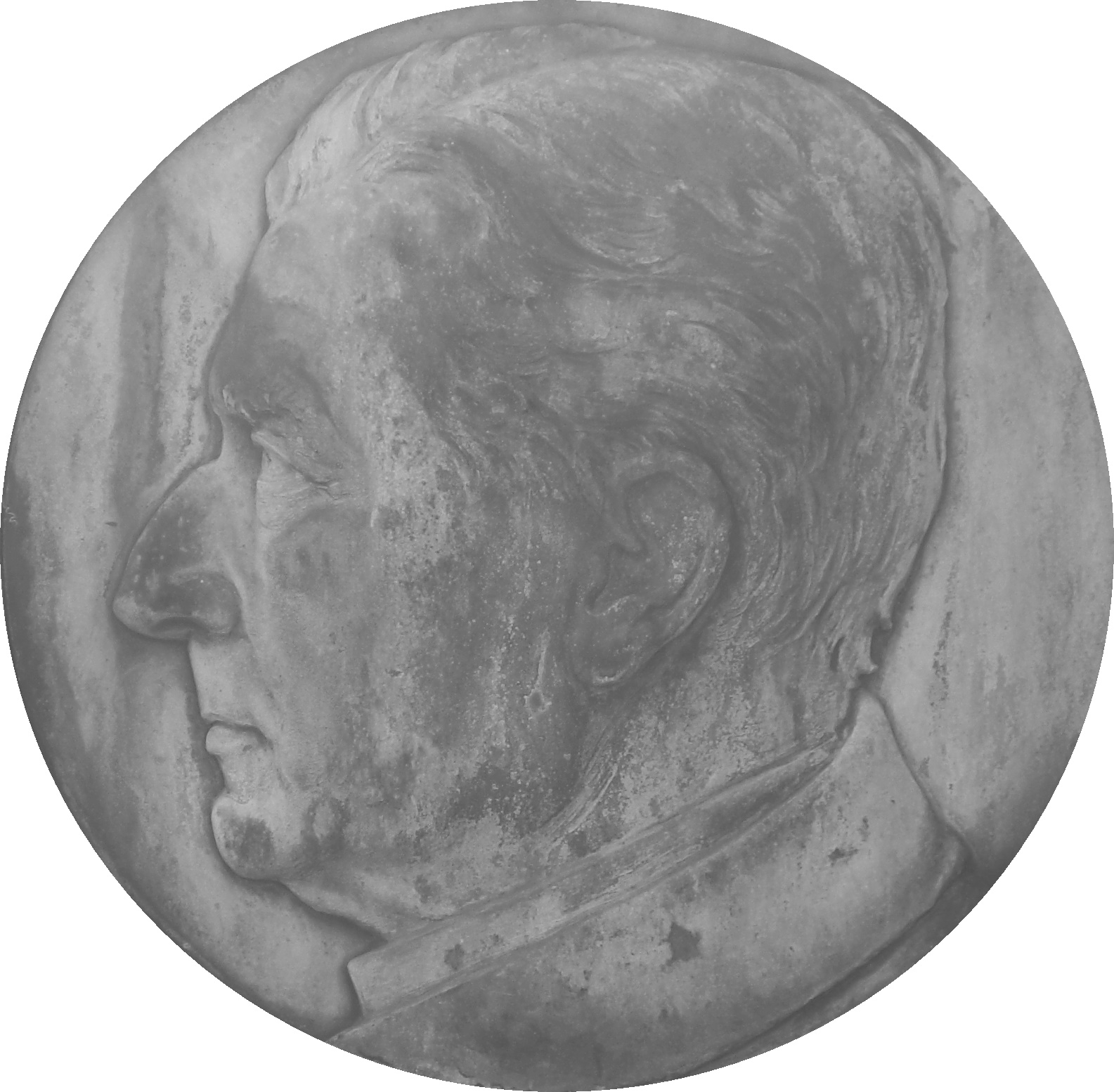
Franz Xaver Kraus.

Franz Xaver Kraus, född 18 september 1840 i Trier, död 28 december 1901, var en tysk konsthistoriker.
Kraus blev 1878 professor i kyrkohistoria vid universitetet i Freiburg men ägnade sig främst åt kristlig arkeologi och konsthistoria. Bland hans arbeten märks Kunst und Altertum in Elsass-Lothringen (4 band, 1876-92), Realenzyklopädie der christlichen Altertümer (2 band, 1882-86) och Geschichte der christlichen Kunst (2 band, 1896-1908). Kraus medverkade också i Die Kunstdenkmäler des Grossherzogtums Baden (6 band, 1887-1904). Han var känd som en liberal katolsk prelat och var en flitig publicist med ypperlig stil. Hans Essays utgavs i 2 band 1896-1901.